# W62S
W62S（ダブリュ 62エス）、およびW62S Z（〜ゼッド）は、ソニー・エリクソン・モバイルコミュニケーションズ（現：ソニーモバイルコミュニケーションズ）が日本国内向けに開発した、auブランドを展開するKDDIおよび沖縄セルラー電話の携帯電話である。

## 特徴
auのWIN端末では初のグローバルパスポートGSMに対応する端末である。海外仕様のNOKIA製端末にICカードを入れ替える必要なく、そのまま対応各国で使用可能である。また、背面パネルの一部にジュラルミンが用いられている。W61SH、W61Kに続き、フェイク着信機能に対応している。W61Sと同様に+JOGは搭載されていない。またデータ通信方式としてEV-DO Rev.Aや、ソフトウェアのKCP+は用いられていない。
なお、過去の同社のTVCMでは端末の型番はアナウンスせず文字だけを表示していたが、本機のCMからは型番をアナウンスするようになった。また、本機以降のKCPおよびEV-DO Rel.0に対応した同社製のau端末は、本体内メモリの容量が50〜70メガバイトと他社に比べて小容量である。
のちにW62Sからカメラ機能・外部メモリ（microSD）スロットをそれぞれ省略し、法人ユーザーに特化したカメラなしモデルのW62S Zも追加された。ただしボディカラーはシルバー×レザーのみとなっている。

## 沿革
- 2008年1月28日 KDDI、およびソニー・エリクソン・モバイルコミュニケーションズ（当時）より公式発表。
- 2008年3月21日 沖縄地区にて発売。
- 2008年4月1日 北海道・東北・中部・関西地区にて発売。
- 2008年4月2日 北陸・関東・中国・四国・九州地区にて発売。
- 2008年8月8日 追加色としてピンク×フラワーが追加。全国にて一斉発売。
- 2008年9月 法人向けに特化したカメラなしモデル（W62S Z）が追加。
- 2008年12月 販売終了。

## 対応サービス
※太字で表記されている機能はGSM（海外）モード時は使用不可。
- GSMローミング対応 - グローバルパスポートCDMAのみ対応している機種や、ローミング非対応機の利用者がGSM採用国でローミングする場合のレンタル機として、本機が採用されている。
- au LISTEN MOBILE SERVICE（ビデオクリップ対応）※W62S Zは除く
  - 着うたフル ※W62S Zは除く
- au Smart Sports
- EZ待ちうた
- EZ FeliCa
- EZチャンネルプラス
- EZナビウォーク
- EZ助手席ナビ
- 安心ナビ
- 災害時ナビ（ただしGSM(海外)モード設定時は「避難所マップ」が使用できない）
- 緊急通報位置通知
- モバイルSuicaアプリ - この機種よりプリインストールされた。
- EZチャンネル
- 赤外線通信
- EZケータイアレンジ
- EZアプリ(BREW)
- オープンアプリプレイヤー
- PCサイトビューアー
- PCドキュメントビューアー
- デコレーションメール
- 絵しゃべりメール
- ラッピングメール
- Touch Message

## 不具合
2008年5月1日に以下の不具合の修正がケータイアップデートにより行われた。
- Eメールの自動受信ができない、もしくは、Cメールの受信・音声着信ができない場合がある

2008年9月17日に以下の不具合の修正がケータイアップデートにより行われた。
- 海外 (GSM) モードにおいて、海外の携帯通信事業者のネットワーク検索に失敗し圏外表示となる、もしくは、検索結果が正しく表示できない場合がある

2009年12月17日に以下の不具合の修正がケータイアップデートにより行われた。
- 過去に別の電話番号での契約履歴があるとき、ケータイサイトの会員登録や登録済サイトへの接続が正しくできない場合がある
- ケータイサイトにおいて「#」が入力できない場合がある。

2010年9月29日に以下の不具合の修正がケータイアップデートにより行われた。
- 認証が必要となるサイトへのEZweb・PCサイトビューアー・EZアプリによる接続ができなくなる場合がある
- セキュリティ認証仕様の変更により、2011年3月以降、EZアプリをダウンロードできなくなる場合がある

## 注
1. ↑  2012年7月23日より利用不可